# Platja d'en Taita
La platja d'en Taita o platja d'en Rabés, és una platja del municipi del Port de la Selva (Alt Empordà), situada en un entorn urbanitzat de la badia del Port de la Selva, a un quilòmetre a l'oest del nucli urbà, entre la platja de l'Erola i la platja dels Capellans. Té una longitud de 52 m i una amplada de 8 m, formada per grava i còdols. Rodejada d'una frondosa pineda, darrera seu passen la carretera GI-612 i el camí de Ronda, que uneixen el Port de la Selva amb Llançà.